# Marco Rossetti (magistrato)
Marco Rossetti (Roma, 1965) è un magistrato e giurista italiano.

## Biografia
È stato giudice del Tribunale di Roma dal 1991 al 2007, eccezion fatta per un triennio (1998-2001) in cui venne chiamato a svolgere le funzioni di Assistente di Studio presso la Corte Costituzionale. Nel 1995 concepì ed introdusse nella giurisprudenza del Tribunale di Roma un sistema di calcolo c.d. “a punto” del danno alla salute, che facilitò le liquidazioni e, soprattutto, la prevedibilità delle decisioni giudiziarie rispetto al passato.
Nel 2005 concepì ed introdusse un sistema analogo per la liquidazione del danno non patrimoniale da uccisione d’un prossimo congiunto. Ambedue i suddetti sistemi, via via aggiornati e raffinati dai magistrati che gli sono succeduti, sono tuttora applicati nel distretto della Corte d’appello di Roma.
Dal 2007 al 2013 ha svolto le funzioni di Magistrato addetto all’Ufficio del Massimario della Corte di cassazione; dal 2013 è Consigliere della corte di cassazione.
È stato membro della Commissione Giuridica dell’ACI; è membro del consiglio direttivo della Associazione Italiana di Diritto delle Assicurazioni (AIDA); è stato docente nella Scuola Superiore della Magistratura; in varie scuole di specializzazione per le professioni legali (tra le quali quelle dell’Università Roma Tre e dell’Ordine degli avvocati di Latina); è stato docente nella scuola di specializzazione in medicina legale dell’Università di Foggia.
Sul piano dogmatico Marco Rossetti ha prodotto una vasta mole di scritti, (14 monografie, 19 opere collettanee, circa 300 articoli su riviste giuridiche) principalmente dedicati ai temi della responsabilità civile, del risarcimento del danno, del processo civile, del contratto di assicurazione.
Alcuni di questi scritti hanno suscitato vasta eco e dato vita ad intensi dibattiti, approdati poi a mutamenti di consolidati orientamenti giurisprudenziali.
Nella materia del risarcimento del danno Marco Rossetti sin dal 1997 segnalò varie storture ed iniquità scaturenti da prassi consolidate allora in voga, le quali da un lato trascuravano le acquisizioni della medicina legale, dall’altro conducevano al risultato di premiare con risarcimenti proporzionalmente più elevati le invalidità minori, e penalizzare quelle maggiori (Il danno biologico nella giurisprudenza del tribunale di Roma, Roma, 1997). L’anno dopo, sullo stesso tema, denunciò con forza i costi sociali e processuali del fenomeno delle c.d. “micropermanenti” (Micropermanenti: microdanni o macroimposture?, in Riv. giur. circolaz. e trasporti, 1998, 393), dimostrando con dati statistici a quali esiti aberranti potessero condurre alcune prassi istruttorie superficiali nell’accertamento dei danni alla persona con lievi esiti permanenti.
L’esperienza maturata come giudice del Tribunale più grande d’Italia venne infine raccolta in una ampia monografia (Il danno alla salute, Padova, 2000, giunto nel 2013 alla terza edizione). L’idea che permea l’intero trattato è che il danno alla salute (sia quello patrimoniale, sia quello non patrimoniale, per le peculiarità del suo accertamento e della sua liquidazione costituisce oggetto di una branca del diritto concettualmente, autonoma, il “diritto del danno alla persona”, all’interno della quale, e non all’esterno, vanno ricercati i princìpi e le regole per colmare le lacune normative.
Nel medesimo testo vennero proposte varie soluzioni a questioni assai dibattute, che in seguito vennero recepite dalla giurisprudenza di legittimità, ed in particolare: la fissazione dei criteri distintivi tra danno biologico e danno morale; la dimostrazione della insostenibilità scientifica della categoria dogmatica del c.d. “danno esistenziale”; la irrisarcibilità del danno biologico permanente nel caso di morte causata da lesioni, dopo una sopravvivenza quodam tempore; la concettualizzazione del c.d. danno da lucida agonia; la necessità che la liquidazione del danno patrimoniale da incapacità lavorativa avvenisse in base a coefficienti di capitalizzazione basati su tavole di mortalità aggiornate, e non più in base ai coefficienti di cui al r.d. 1402/22, fino ad allora pressoché unanimemente applicati dalla giurisprudenza.
Nella materia del diritto assicurativo si deve a Marco Rossetti il Trattato di diritto delle assicurazioni, 3 voll., Padova 2010-2013. Il Trattato si inserisce in una risalente tradizione del pensiero giuridico italiano in tema di diritto assicurativo, e costituisce l’ideale continuazione di quelli sullo stesso tema di Cesare Vivante del 1885 e di Antigono Donati del 1953. Da quelli, infatti, il Trattato del Rossetti mutua la struttura, divisa in cinque parti (la storia dell’assicurazione, l’impresa di assicurazione, il contratto di assicurazione in generale, i singoli rami assicurativi, il processo), ma soprattutto l’idea che il diritto assicurativo, in quanto scaturente da esigenze commerciali che precorrono l’intervento del legislatore, va studiato ed interpretato in modo da conciliare tali esigenze con l’equo contemperamento degli interessi delle parti, ed in particolare sulla base di tre princìpi: l’inversione del ciclo produttivo, che inibisce all’assicuratore la distrazione dei premi puri e gli impone il loro accantonamento “sano e prudente”; la uberrima bona fides, che impone all’assicurato la massima sincerità nella descrizione del rischio prima e durante la vita del contratto, ed all’assicuratore la massima diligenza nella liquidazione dell’indennizzo; il principio indennitario, che deve costituire baluardo avverso la degenerazione del contratto assicurativo verso forme contrattuali limitrofe od ibride, quali le scommesse o gli strumenti finanziari.
Nella materia del diritto processuale l’opera certamente più nota di Marco Rossetti è Il C.T.U. - L’occhiale del giudice (Milano 2004; nel 2012 l’opera è giunta alla terza edizione). In questa monografia l’autore inquadra dogmaticamente la figura ed i poteri processuali del consulente tecnico d’ufficio. L’idea di fondo del volume è che la figura del c.t.u., ineliminabile nel processo moderno, se non governata attraverso un rigido rispetto delle regole processuali espone le parti al rischio di uno spostamento surrettizio del centro decisionale del processo civile dal giudice all’ausiliario, senza alcuna garanzia di terzietà ed imparzialità. Per prevenire tale rischio, secondo l’autore, è necessario rispettare due princìpi fondamentali: e cioè l’invalicabilità, da parte del c.t.u., degli oneri di allegazione e di prova che gravano sulle parti. Tuttavia, mentre l’onere di allegazione è sempre ineludibile, dall’onere della prova la parte può essere sollevata quando, senza il ricorso alla c.t.u., la dimostrazione dei fatti costitutivi della domanda o dell’eccezione sarebbe o impossibile, o estremamente difficoltosa.

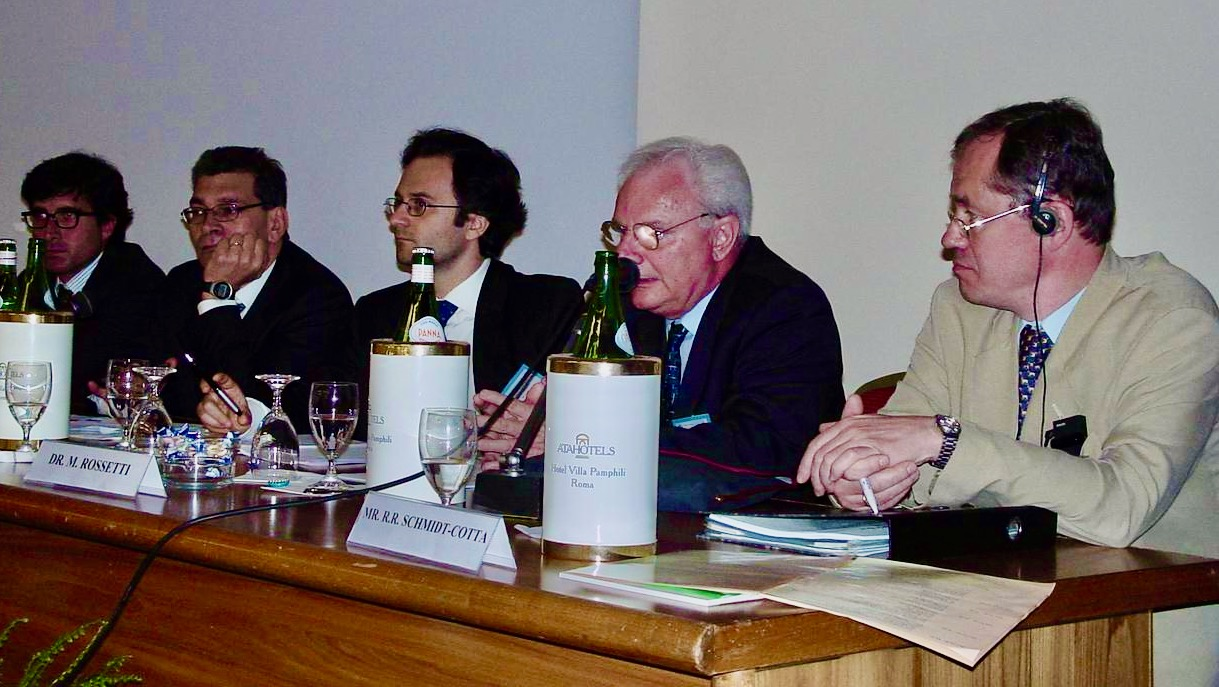
Roma 2002 - Congresso Società Scientifica Melchiorre gioia, Micropermanenti Macroproblemi, il dr. Rossetti al centro della foto

Le opinioni scientifiche di Marco Rossetti sono state esposte dall’autore in una intensa attività congressuale nazionale ed internazionale.
La prima uscita pubblica di rilievo fu da giovanissimo con la partecipazione al Congresso dell’Associazione Melchiorre Gioia del maggio 2006 tenutosi a Montecatini Terme dal titolo Addito Salis Grano su tematiche relative al risarcimento del danno alla persona. Vi parteciparono altri magistrati tra cui il dottore Franco Bile, allora Presidente della Terza Sezione Civile della Corte di Cassazione, il dr. Antonio Nannipieri Consigliere di Cassazione e il dr Gaetano Schiavone magistrato di Pisa, il dr. Raffaele D’Amora magistrato di Firenze.
Successivamente il dr. Marco Rossetti entrò a far parte del Comitato Scientifico della Melchiorre Gioia seguendone fino ad oggi l’attività scientifica ed apportando un rilevante contributo in ambito giuridico.

## Opere
- 1.     Il danno biologico nella giurisprudenza del Tribunale di Roma, Ianua, Roma, 1997.
- 2.     Assicurazione della r.c.a. e liquidazione coatta amministrativa dell’assicuratore, LEA, Roma, 2000.
- 3.     Il danno da lesione della salute, Cedam, Padova, 2001
- 4.     Il CTU - L’occhiale del giudice, Milano 2004
- 5.     Il CTU - L’occhiale del giudice, II ed., Milano 2006
- 6.     Sinistri stradali e rito del lavoro, Giuffrè, Milano, 2006
- 7.     L'assicurazione r.c.a nel codice delle assicurazioni, Quaderni della rivista Giurisprudenza di merito, n. 5, suppl. vol. XL, Giuffrè, 2008.
- 8.     Il danno non patrimoniale, Giuffrè, Milano, 2010
- 9.     L’assicurazione obbligatoria della r.c.a., UTET, Torino, 2010
- 10.  Responsabilità sanitaria e tutela della salute, Quaderni del Massimario, Corte di cassazione, Roma 2011.
- 11.  Il CTU - L’occhiale del giudice, III ed., Milano 2012
- 12.  La risoluzione per inadempimento, Giuffrè, Milano, 2012
- 13.  Danni, interessi, rivalutazione, IPSOA, Milano 2015
- 14.  Il diritto delle assicurazioni, 3 voll., Milano 2011-2013
- 15.  Il danno alla salute, III ed., Milano 2017

(B) Opere collettanee:
- 1.     Trattato breve dei nuovi danni, Padova, Cedam, 2001
- 2.     I nuovi danni non patrimoniali, Giuffrè, Milano, 2004
- 3.     I nuovi contratti nella prassi civile e commerciale, UTET, Torino, 2004
- 4.     Il danno non patrimoniale, Giuffrè, Milano, 2009
- 5.     La tutela da banche ed intermediari finanziari, Rimini 2009
- 6.     Responsabilità civile nell’intermediazione assicurativa, Giuffrè, Milano 2011
- 7.     Micropermanenti: dalla soggettività all'obiettività. Linee guida per una corretta valutazione medico- legale e giuridica del danno alla persona, Il Sole24 ore, Milano 2011
- 8.     Commentario del codice civile diretto da E. Gabrielli, dei fatti illeciti, vol. III, UTET, Torino, 2013
- 9.     Commentario breve al diritto delle assicurazioni, Cedam, Padova, 2013
- 10.  Codice civile e leggi collegate - Commento giurisprudenziale sistematico, Cedam, Padova, 2014
- 11.  Contratti - Formulario commentato, Milano 2014
- 12.  La prova del danno biologico, Giuffrè, Milano, 2014.
- 13.  Il danno da nascita indesiderata, in Libro dell'anno del diritto-Encicl. giur. Treccani, Roma, 2014
- 14.  Il «contratto-base» in materia di assicurazione rca, in Libro dell'anno del diritto-Encicl. giur. Treccani, Roma, 2014;
- 15.  La liquidazione del danno alla persona, in Libro dell'anno del diritto-Encicl. giur. Treccani, Roma, 2015, 62;
- 16.  Il danno tanatologico, in Libro dell'anno del diritto-Encicl. giur. Treccani, Roma, 2016, 64;
- 17.  Codice delle società, Giuffrè, Milano, 2018
- 18.  La responsabilità medica, in Libro dell’anno del diritto, Istituto dell’enciclopedia italiana, Roma 2018.
- 19.  Le Assicurazioni, Giuffrè, Milano, 2019
- 20.  Le Polizze “Directors’ & Officers’” (D&O). - Aspetti Sostanziali E Processuali, Padova, 2020.

(C) Direzioni scientifiche
Marco Rossetti è stato membro del comitato scientifico delle riviste Giustizia civile (Giuffrè) e Rivista giuridica della circolazione e dei trasporti (LEA); ha redatto la rivista Giurisprudenza romana (Ipsoa) dal 1997 al 2004; ha curato la rassegna di giurisprudenza per la rivista Diritto ed economia dell’assicurazione (Giuffré); dal 1997 compone il comitato di direzione della rivista Assicurazioni (Giappichelli).
(D) Articoli e note a sentenza.
Si riportano di seguito alcuni degli ultimi contributi scientifici di Marco Rossetti:
- 1.     Responsabilità civile del medico ed emergenza Covid-19, in Atti del seminario della Scuola Superiore della Magistratura del 28 maggio 2020;
- 2.     Le questioni 'pacificate' e le questioni irrisolte nella giurisprudenza di legittimità in tema di assicurazione della r.c.a., a quindici anni dal codice delle assicurazioni, in Assicurazioni, 2020, 9;
- 3.     “Occulto come in terra l’angue”: ovvero chi sia il legittimato passivo rispetto all’azione di indebito proposta dall’assicuratore della responsabilità civile, in Assicurazioni, 2020, 630;
- 4.     L'eccezione di 'inoperatività della polizza', ovvero una notte in cui tutte le vacche sono nere, in Assicurazioni, 2019, 337;
- 5.     La maledizione di Kirchmann, ovvero che ne sarà del danno differenziale, in Questione giustizia, 2019;
- 6.     L'impatto della sentenza delle Sezioni Unite sulle polizze claims made basis: cosa cambia per il futuro (e per il passato), in Assicurazioni, 2018, 15;
- 7.     La riforma della responsabilità medica: l’assicurazione, in Foro it., 2018, V, 88
- 8.     "Tombe degli avi miei..." La Cassazione torna sul danno da perdita del nonno non convivente, in Corriere giur., 2017, 20;
- 9.     La riforma della responsabilità medica - L'assicurazione, in Questione giustizia, 2018, fasc. 1, 88;
- 10.  La vigna dell’inetto, ovvero le assurdità della legge Gelli, in www.altalex.it;
- 11.  La perdita della vita è un danno risarcibile?, in Assicurazioni, 2015, I, 23;
- 12.  Micropermanenti: fine della storia (Nota a Corte cost., 16 ottobre 2014, n. 235, C. D.), in Corriere giur., 2014, 1486;
- 13.  Miopie della giurisprudenza sull'art. 141 cod. ass., in Assicurazioni, 2014, 86;
- 14.  Breve storia d'una follia, ovvero risarcimento diretto e legittimazione passiva, in Assicurazioni, 2014, 111.